# Škotska knjiga
Škotska knjiga (poljsko Księga Szkocka) je bil debel zvezek, ki so ga matematiki lvovske matematične šole (poljsko lwowska szkoła matematyczna) na Poljskem uporabljali za zapisovanje problemov, ki jih je bilo treba rešiti proti nagradi. Beležnica je dobila ime po kavarni z imenom Škotska kavarna, kjer so jo hranili. 
Prvotno so matematiki, ki so se zbirali v kavarni, probleme in enačbe zapisali neposredno na marmornate mize kavarne, vendar so jih ob koncu vsakega dne izbrisali in tako je bil zapis o prejšnjih razpravah izgubljen. Zamisel za knjigo je najverjetneje prvi predlagal Stefan Banach oziroma njegova žena Łucja, ki je kupila velik zvezek in ga prepustila v uporabo.   
Škotska kavarna je bila v današnjem mestu Lvov, kjer so v tridesetih in štiridesetih letih 20. stoletja matematiki iz šole Lwów skupaj razpravljali o raziskovalnih problemih, zlasti v funkcionalni analizi in splošni topologiji. Mesto je še vedno znano po precej obsežni informacijski industriji. 
Stanisław Marcin Ulam je pripovedoval, da so bile na mizah kavarne marmorne plošče, zato so lahko med razpravami pisali s svinčnikom neposredno na mizo. Da se rezultati ne bi izgubili, pa tudi iz čiste želje po čistoči žene lastnika kavarne Stefana Banacha, so matematikom zagotovili velik zvezek, ki je bil uporabljen za pisanje problemov in odgovorov in je sčasoma postal znan kot Škotska knjiga. Knjigo – zbirko rešenih, nerešenih in celo verjetno nerešljivih problemov – si je lahko vedno izposodil vsak gost kavarne. Reševanje katerih koli problemov je bilo nagrajeno z nagradami, najtežje in najbolj zahtevne probleme pa so imele drage nagrade (med veliko krizo in na predvečer 2. svetovne vojne), na primer steklenico finega brandyja.
Prvotna zgradba nekaj časa ni gostila stare Škotske kavarne, a je bila obnovljena maja 2014 in vsebuje kopijo Škotske knjige na številki 27 Prospekta Tarasa Ševčenka. 

## Problemi, ki so jih prispevali posamezni avtorji
V knjigi je bilo zapisanih skupno 193 problemov, zadnji problem je bil rešen leta 1941. Največ sta jih dodala Mazur in Ulam. Velikokrat pa je bil skupaj z matematiki pripisan tudi gostilničar, ki je velikokrat prispeval nagrado. 

## Obnavljanje tradicije
Presenetljivo tradicija Škotske knjige ostaja predvsem zaradi Ulama, ki jo je prevedel po 2. svetovni vojni v angleški jezik v Ameriki. Kavarna je bila sicer zaprta, a Univerza v Vroclavu je pričela Novo Škotsko knjigo, ki sicer ni bila povsem povezana s kavarniško kulturo. Z izgradnjo nove kavarne pa bo tudi to možno. 